# Walter Chaffe

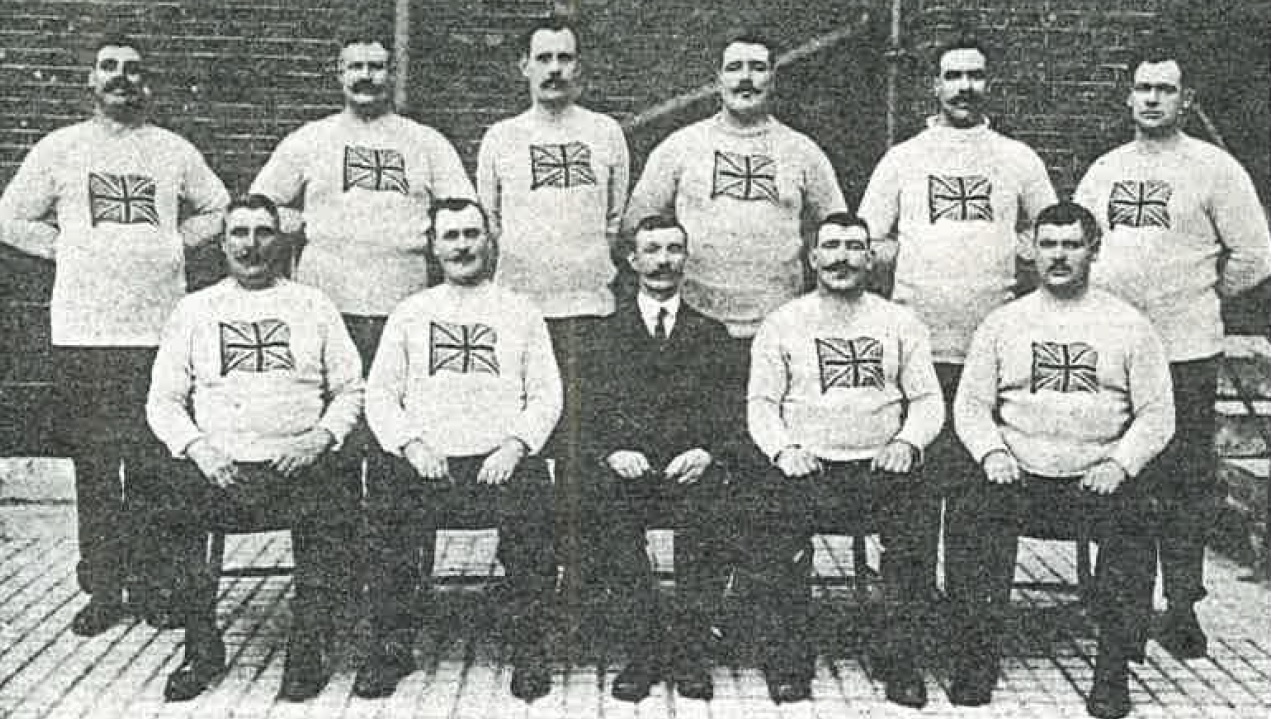
Equip anglès d'estirar la corda ala Jocs Olímpics d'Estocolm el 1912.

Walter Chaffe (Dunsford, Devon, 2 d'abril de 1870 – Plaistow, Londres, 22 d'abril de 1918) va ser un esportista anglès que va competir a principis del segle xx. Especialista en el joc d'estirar la corda, guanyà dues medalles en aquesta competició en dues participacions en els Jocs Olímpics.
El 1908 va prendre part en els Jocs Olímpics de Londres, on guanyà la medalla de bronze en la prova del joc d'estirar la corda formant part de l'equip Metropolitan Police "K" Division.
El 1912 guanyà una nova medalla, en aquesta ocasió de plata, en la mateixa prova a Estocolm.